# Elisabeth Kaiser

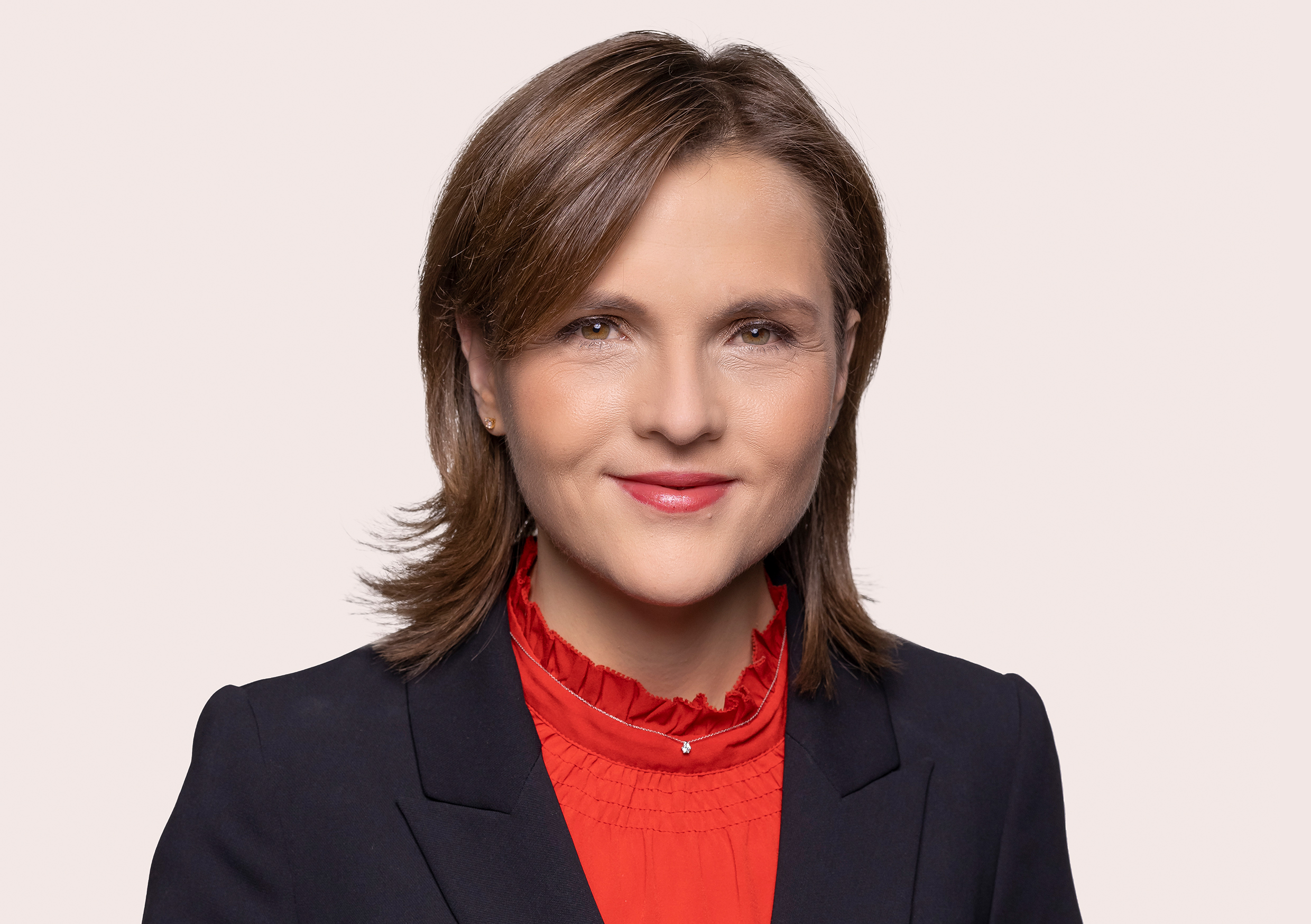
Elisabeth Kaiser (2021)

Elisabeth Kaiser (geborene Lier; * 4. März 1987 in Gera) ist eine deutsche Politikerin (SPD). Sie ist seit 2017 Mitglied des Deutschen Bundestages und seit 2025 Staatsministerin und Beauftragte der Bundesregierung für Ostdeutschland beim Bundesminister der Finanzen. Von 2023 bis 2025 war sie zudem Parlamentarische Staatssekretärin bei der Bundesministerin für Wohnen, Stadtentwicklung und Bauwesen.

## Ausbildung
Kaiser legte 2005 das Abitur am damaligen Albert-Schweitzer-Gymnasium in Gera ab. Von 2005 bis 2008 absolvierte sie ein Bachelor-Studium der Staatswissenschaften an der Universität Erfurt; von 2009 bis 2012 schloss sich ein Masterstudium der Politik- und Verwaltungswissenschaften an der Universität Potsdam an. Nach dem Studium arbeitete sie zunächst bei einer Unternehmensberatung; von 2013 bis 2014 war sie Büroleiterin der Deutschen Gesellschaft für Politikberatung (de'ge'pol) und von 2014 bis zu ihrer Wahl in den Bundestag 2017 Pressesprecherin der SPD-Fraktion im Thüringer Landtag.

## Partei
Von 2010 bis 2014 war sie Mitglied bei der Jungen Europäischen Bewegung Berlin-Brandenburg. 2012 trat Kaiser in die Sozialdemokratische Partei Deutschlands (SPD) ein und wurde im selben Jahr Beisitzerin im Vorstand des SPD-Ortsvereins Babelsberg/Potsdam. Seit 2018 ist sie Kreisvorsitzende der SPD Gera. Seit Juni 2025 ist Kaiser als Beisitzerin Teil des SPD-Parteivorstands.

## Abgeordnete
Im Januar 2017 wurde sie für die Bundestagswahl 2017 als SPD-Direktkandidatin für den Wahlkreis Gera – Greiz – Altenburger Land nominiert und zog über den Platz 2 der Landesliste der SPD Thüringen in den 19. Deutschen Bundestag ein. Bei den Bundestagswahlen 2021 und 2025 konnte sie das Direktmandat zwei weitere Male nicht gewinnen und zog erneut auf Listenplatz 2 ins Parlament ein.
Im 19. Deutschen Bundestag war Kaiser ordentliches Mitglied im Ausschuss für Bau, Wohnen, Stadtentwicklung und Kommunen, sowie im Ausschuss für Inneres und Heimat und Vorsitzende des Kuratoriums der Bundeszentrale für politische Bildung. Sie gehörte zudem als stellvertretendes Mitglied dem Ausschuss für Familie, Senioren, Frauen und Jugend, dem Ausschuss für Digitale Agenda, sowie dem Unterausschuss Bürgerschaftliches Engagement an. Seit 2022 ist sie außerdem Schatzmeisterin der Parlamentarischen Linken innerhalb der SPD-Bundestagsfraktion.
Vom 28. April 2023 bis zum 6. Mai 2025 war Kaiser Parlamentarische Staatssekretärin bei der Bundesministerin für Wohnen, Stadtentwicklung und Bauwesen, Klara Geywitz (SPD). Im Zuge der Bildung des Kabinetts Merz wurde sie am 6. Mai 2025 zur Staatsministerin und Beauftragte der Bundesregierung für Ostdeutschland beim Bundesminister der Finanzen, Lars Klingbeil (SPD), ernannt.

## Privates
Sie ist verheiratet und hat eine Tochter sowie einen Stiefsohn. Sie lebt in Gera. Am 3. Juli 2025 hat sie ihr zweites Kind zur Welt gebracht.